# Luis Aranguren
Luis Aranguren (ur. 3 października 1930) – wenezuelski pięściarz. Reprezentant kraju podczas igrzysk olimpijskich w 1952 w Helsinkach. 
Na igrzyskach w Helsinkach wystąpił w turnieju wagi piórkowej. W pierwszej przegrał z Kurtem Schirrą z Protektoratu Saary.